# سیتو (بازیکن فوتبال، زاده ۱۹۸۸)
سیتو (انگلیسی: Sito؛ زادهٔ ۲۳ فوریهٔ ۱۹۸۸) بازیکن فوتبال اهل اسپانیا است.